# San Andrés Huayápam
San Andrés Huayápam är en kommunhuvudort i Mexiko.   Den ligger i kommunen San Andrés Huayápam och delstaten Oaxaca, i den sydöstra delen av landet, 400 km sydost om huvudstaden Mexico City. San Andrés Huayápam ligger 1 713 meter över havet och antalet invånare är 3 630.
Terrängen runt San Andrés Huayápam är varierad. Runt San Andrés Huayápam är det tätbefolkat, med 881 invånare per kvadratkilometer. Närmaste större samhälle är Oaxaca de Juárez, 7,4 km sydväst om San Andrés Huayápam. Omgivningarna runt San Andrés Huayápam är en mosaik av jordbruksmark och naturlig växtlighet.